# Trycherus maculatus
Trycherus maculatus es una especie de coleóptero de la familia Endomychidae.

## Distribución geográfica
Habita en el Congo.